# Blot
Blót (norrønt: blót) var i nordisk religion en bred betegnelse for forskellige ritualer, hvor der i reglen indgik en form for ofring. Blótet kendes fra en række skriftlige overleveringer, og de fortæller, at man blótede til guderne eller andre overnaturlige væsner for at opnå deres velvilje. På norrønt betyder verbet blóta (blóte) "at ofre (til en gud)", eller "at styrke", dvs. modtageren af ofret. Det er beslægtet med gotisk blôtan (at "dyrke, tilbede") og oldhøjtysk bluozan ("ofre"). Sandsynligvis har ordet oprindeligt betydet "påkalde med besværgelse eller offer".
Formålet med blótritualet var grundlæggende at helliggøre offergaver, så de kunne overføres til den guddommelige sfære. Ritualet bestod af flere elementer, først og fremmest overlevering af offergaver. Typisk blev en eller anden form for fødevarer enten placeret eller destrueret på en lokalitet, hvor kontakten til guderne eller de guddommelige væsner blev opfattet som særlig stærk. I nogle tilfælde blev det fulgt af et blótgilde, hvor deltagerne sammen fortærede mad og drikke. Måltidet var normalt et sammenskudsgilde, hvor alle deltagere var forpligtet til at medbringe mad og drikkevarer, primært øl, og ceremonien var et kommunionsoffer, som guderne symbolsk deltog i.
Lignende ritualer kendes fra andre germanske kulturer, fx i sydgermansk og angelsaksisk religion.

## Karakteristik
I forskningen har det længe været diskuteret, hvorvidt de skildringer af ofringer vi kender fra kilderne bygger på autentiske forhold eller var inspireret af Gamle Testamente, og i så fald hvor meget. Generelt er der kun få typologiske analyser af ofringer inden for studiet af nordisk religion, og derfor findes der ingen almen karakteristik af et blótritual.
Den australske religionsforsker Margaret Clunies Ross har foreslået, at ofringer i nordisk religion skal opfattes som en metode til at omgå naturens uafvendelige gang, dvs. udskyde døden. Hun bygger bl.a. sin antagelse på, at ofringer i myter normalt optræder i situationer, hvor guderne ønsker at regulere livet, undgå døden eller udskyde tidspunktet for Ragnarok. Ligesom hun finder, at der var en sammenhæng mellem ofring og barnefødsel. Clunies Ross mener, at de forskellige former for ofringer i menneskenes verden kan tolkes som ækvivalenter til de mytologiske eksempler. De mytiske menneskeofringer blev dog normalt substitueret med dyr eller andre fødevarer.
Hun har konstateret to former for ofringer i myterne; i den ene ofrer man sig selv (eller en legemsdel), i den anden ofres en anden person. Hun mener, at den førstnævnte form resulterede i at den ofrende/ofrede kunne øge sin styrke/viden proportionalt større end, han havde mistet. Eksempler herpå er Odins hængning i Hávamál, hans øje i Mimers brønd, Týrs ene arm, da Fenris skulle bindes. I den anden form blev et individ ofret for fællesskabets bedste eller for at afværge en ulykke. Det skete bl.a. for Ymir (af ham blev verden skabt), Kvasir (af ham blev skjaldemjøden lavet) og Gullveig (Clunies Ross mener, at hendes tilstedeværelse udgjorde en risiko for asernes overmagt).
Kildernes beretninger om store offerfester ved centrale helligdomme bekræftes af flere udgravninger af hedenske helligdomme, hvor der er gjort store fund af knoglerester fra dyr. Det meste af maden tilberedt og serveret for ritualdeltagerne, mens de dele der tilkom guderne blev formentlig hængt i træerne. Britt-Mari Näsström mener, at disse træer derved blev helliggjorte og associeret med Yggdrasil. På den baggrund tolker hun ofringer som en måde til at opretholde skabelsen og den ordnede verden, som det hellige træ er et symbol på. På den måde blev ofringer brugt til at forstærke relationerne mellem guder og mennesker.
De fleste former for husdyr blev ofret, men hesten var et vigtigt offerdyr. Måske havde dette dyr endda en særstilling, hvorfor det blev tabu at spise hestekød efter religionsskiftet. Ofring af dyr var ikke normen, men noget der primært var knyttet til konger og stormænd. Mægtige mænd brugte også blótgilder til at visse deres rigdom og magt ved sørge for mad og drikke; normalt medbragte gæsterne selv mad og drikkevarer.

### Ritualerne
Indholdet af blótfesterne er pga. manglende kilder usikkert, men vi ved, at fællesmåltider og drikofre indgik, ligesom øllet skulle signes til magterne (dvs. guderne). Vi ved også, at det centrale i ofringerne var, at man giver for selv af få (mere end man gav). Og i lighed med andre indoeuropæiske kulturer indgik ild i ritualerne. Ofringer var ikke begrænset til store højtider, men alle former for ofringer; fx for frugtbarhed, for en vellykket rejse og et langt liv var en naturlig del af religionen i før-moderne samfund, således også i Norden. Vi må derfor formode, at blót i en eller anden form har været en integreret del af nordboernes dagligdag. Nogle af dem har været store og offentlige, mens andre har været mindre og private, måske endda individuelle.
Der kendes en række norrøne begreber, der alle bruges om ofringer. Britt-Mari Näsström mener dog, at de ikke er synonymer med blóta, men sandsynligvis var mere specifikke og relateret til offerritualer. Med udgangspunkt i Rúnatal (strofe 144-145 i Hávamál) har hun lavet en systematisering af et blótrituals struktur. I oversættelser er ordene blóta, senda og sóa er ofte blevet oversat som synonymer for det sammen, men Näsström mener at brugen i digtet antyder forskelle i betydningen af dem.
| 144. Veistu, hvé rísta skal? Veistu, hvé ráða skal? Veistu, hvé fáa skal? Veistu, hvé freista skal? Veistu, hvé biðja skal? Veistu, hvé blóta skal? Veistu, hvé senda skal? Veistu, hvé sóa skal? 145. Betra er óbeðit en sé ofblótit, ey sér til gildis gjöf; betra er ósent en sé ofsóit. Svá Þundr of reist fyr þjóða rök, þar hann upp of reis, er hann aftr of kom. | 144. Forstår du at riste? Forstår du at råde? Forstår du at lære? Forstår du at prøve? Forstår du at bede? Forstår du at blote? Forstår du at sende? Forstår du at øde? 145. Bedre ej at bede end formeget at offre. Altid vil Gave Gengæld. Bedre ej at sende end formeget at øde. Så ristede Thund för Slægternes Tider. Der rejste han sig op, hvorhen han atter kom. |  |

Ifølge hende betegner Senda den handling, hvorved ofret ofret ’sendes’ til modtageren. (alternative betydninger er overbringes, overdrages, overleveres, gives). Bruges tilsyneladende også i betydningen ’bespise’; viser måltidet som integreret element af offerfesten. Sóa tolker hun som en betegnelse for det blodige offer; måske forbindelse til ordet ’sone’, dvs. et soningsoffer, der skal formilde de vrede magter. Det kunne fx gives i forbindelse med misvækst. Bruges bl.a. i beretninger om menneskeofringer.
Näsström tolker de tre ord som tre forskellige faser af et offerritual, hvor blóta og bidja markerer indgangen, alternativt kan blóta betegne ritualet i sin helhed. Senda og sóa er de centrale begivenheder, hvor sóa nok var selve drabet af offerdyret, mens senda var fordelingen af kødet til menneskene og guderne i forbindelse med måltidet. Bidja kan måske betegne anråbelsen af magterne i begyndelsen af ritualet. De tre ord i Runatál kan derfor være en formel, der kan bruges til rituel kontrol, dvs. sikring af at det aktuelle ritual følger forskrifterne.
Derudover var der en række andre termer om ofringer; fx forn (oprindeligt færa); bruges i bestemte sammenhænge i relation til ofring. Gefa er parallelt udtryk for offer, bruges primært, når et offer dedikeres til én bestemt guddom som indfrielse af et løfte. Tafn var ord for offerdyr, ligesom bytte. Tafn kan også bruges om de faldne på slagmarken. Sonar forbundet til ofring af svin (hvilket dog er omdiskuteret), mens naut var for kreaturer.
Ved store offerfester bestod ofret i reglen af dyr; svin og heste var blandt de mest almindelige. Kødet blev som regel tilberedt i stegegruber med opvarmede sten. Forinden var blodet blevet opsamlet. Det blev opfattet som særligt kraftfuldt og blev stænket med hlautkviste på gudestatuer, på vægge og på ritualdeltagere. Denne skik har måske en sen kristen fejlslutning. Anne Holtsmark har i stedet foreslået, at hlautkviste snarere betød lodpinde, som blev brugt i forbindelse med divination Näsström mener parallelt hermed, at der i kilderne kan anes en sammenhæng med lodtrækning (som divinatorisk teknik) og blótet. Hun mener også, at det kan være et spor til tolkningen af scenen i Hávamál, hvor Odin tager runerne op, dvs. den skal tolkes som selvofringen gjorde ham i stand til at forstå dem, altså ikke blot samle dem op.
Ritualets højdepunkt indtraf, da deltagerne samledes omkring maden i selskab guderne og/eller andre guddommelige væsner som diser og alfer. Drikkevarerne blev signet af den øverste religiøse autoritet, der var til stede, derefter blev det opfattet som helligt og sendt rundt mellem deltagerne. Drikkevarerne var i det fleste tilfælde øl, ved særlige højtider mjød, men i aristokratiet kunne der også være vin.
I forbindelse med blótgilder var det meget almindeligt, at man bad til árs ok friðar, dvs. "til et (godt) år og fred". Betydningen af bønnen var frugtbarhed, godt heldbred, rigdom og fred, både mellem mennesker og de guddommelige magter; en verden i balance.

## Blótfester

### Kalenderriter
I skriftlige kilder fra middelalderen fremgår det, at der var fire store blót(højtider), som delte året i fire kvartaler. Fra vintersolhverv til forårsjævndøgn til sommersolhverv til efterårsjævndøgn. 28 dage (fire syvdagesuger) efter hver af disse mærkedage blev årstiden markeret med et stort blót; fx kender vi eksempler på, at både vinter og sommerhalvårets komme blev fejret med et blót – kaldet fagna veri og fagna sumri.. Højtiderne var altså nært knyttet med solens årlige forløb og bestemte månefaser, derfor var datoerne for de enkelte fester bevægelige.
Fra kilderne har kendskab til følgende kalenderhøjtider :(moderne kalender i parentes):
- Diseblót (begyndelsen af februar)
- Alfeblót (efterår/november)
- Sejrsblót – her begyndte krigssæsonen – (forår)
- Midsommerblót (midsommer)
- Høstblót – når høsten påbegyndes – (august-september)
- Efterårsblót – når høsten er afsluttet – (midten af oktober)
- Juleblót (november/december)

Alle disse fester blev ikke nødvendigvis fejret overalt på samme tidspunkt og på samme måde. Ritualerne i den nordiske religion havde ikke en fast liturgi, i stedet var der store regionale forskelle over hele det nordiske kulturområde, ligesom fremgangsmåder kunne ændres over tid. De nedenstående blótfester, er dem vi har kendskab til fra skriftlige kilder, men der har givetvis eksisteret adskillige andre. Nogle af dem var offentlige fester for befolkningen i et stort område, mens andre havde en mere privat karaktér.

### Diseblót
Diseblótet var dedikeret til de kvindelige guddomme diserne, og fandt sted i løbet af vinteren. Festens formål var at sikre den kommende vækstsæson på et kritisk tidspunkt, hvor vinteren var på sit højeste og forrådene var begrænsede. En beskrivelse i Saga Heiðreks konúngs ens vitra tyder på, at ritualerne blev udført af kvinder. I sagaen fortælles det, at Álfhildr, der var datter af kong Álf af Álfheim, blev kidnappet af Starkaðr Áludrengr mens hun var i færd med at ofre. Der findes også beskrivelser af diseblót i flere andre sagaer, bl.a. Egil Skallagrimssons saga og Heimskringla. I Uppsala afholdes der hvert år i februar et marked, der kaldes Disting, og hvis oprindelse kan spores tilbage til en før-kristen fest.

### Alfeblót
Alfeblótet var en særlig kalenderrite, der måske fandt sted omkring høsten. Festen kan muligvis også være enten identisk med eller en del af julen. Den var mindre end de store offentlige årstidsfester, og havde fokus på familie og slægt. Den blev holdt i hjemmet og blev ledet af husets frue. Der er ikke blevet overleveret mange informationer om de ritualerne, grunden kan være, at denne fest havde en karakter af eksklusivitet, og at fremmede derfor ikke var velkomne under højtiden, hvilket var meget usædvanligt i nordisk kultur, hvor gæstfrihed ellers var et socialt ideal. Festen var centreret om dyrkelsen af alferne, en kollektiv gruppe af guddomme, der sandsynligvis var knyttet til frugtbarhed og de afdøde forfædre. Det betyder, at alfeblótet kunne være relateret til forfædrekult og slægtens velbefindende. Nogle kilder tyder på, at denne form for blót også blev udført i forbindelse med sygdom og lignede krisesituationer.
Skålgruber kan have haft en funktion i forbindelse med alfeblót. Det er en særlig form for skålformede helleristninger. De ældste stammer fra bondestenalderen, men de var i brug helt op i vikingetiden, og er fundet overalt i Skandinavien. I ældre tid var de kendt som elverkværne [kilde mangler], hvilket tyder på en forbindelse til alferne. Der kendes flere eksempler på, at man placerede fødevarer (mest smør) i gruben som en offergave. Andre har foreslået, at skålgruber i stedet var lavet som rudimentære astronomiske kort.

### Forårs-/sejrsblót
Sommerblótet fandt normalt sted i april omkring forårsjævndøgn. Kilderne fortæller, at Odin var den centrale guddom, og at festen blev afholdt ved begyndelsen af sæsonen for krig og plyndringstogter.[kilde mangler]

### Efterårsblót
Efterårsblótet lå i midten af oktober, når høsten var afsluttet.[kilde mangler]

### Juleblót
Det store vinterblót blev fejret i perioden fra slutningen af november til vintersolhverv, ca. 14. november til 14. december. Den kristne jul blev placeret i perioden mellem 14. december og 13. januar. Denne måned blev i vikingetiden kaldt jól eller ýlir, et navn der er overleveret i den moderne højtid jul. I det førmoderne nordiske samfund var tiden omkring vintersolhvervet en kritisk fase af året. Man forestillede sig, at magterne behøvede menneskenes hjælp til atter at gøre dagene længere, så sommeren og væksten ville vende tilbage. Festens fokus lå derfor på frugtbarhed og sikring af det kommende år, år og fred, samt fest for afdøde slægtninge. Spøgeri og gengangeri ved juletid optræder ofte i folkloren, men Folke Ström mener, at det har nok ikke direkte været en del af kulten.
Frugtbarhedsguden Frej var den vigtigste gud i forbindelse med både efterårs og julefesten. Hans særlige dyr var galten, og svinekød havde derfor en særlig plads i disse fester. Dette har overlevet indtil nyere tid, da svinekød stadig spiller en stor rolle i de moderne juletraditioner. Udtrykket drikke jul kendes fra skjaldedigte fra ca. 900, hvilket afslører, at øldrikning var et centralt element i ritualet.
Et af de store juleblót bliver beskrevet af Thietmar af Merseburg i det 11. århundrede. Han fortæller, at der hvert niende år i januar i Lejre blev afholdt en stor fest. Ved denne lejlighed blev der ofret 99 mennesker og 99 heste samt hunde og haner til guderne.
Denne fest blev ikke kun fejret blandt nordboerne; på angelsaksisk blev november måned kaldt blótmónað, hvilket bl.a. denne oldengelske tekst fra Bedas De Temporum Ratione fortæller:
Se mónaþ is nemned on Léden Novembris, and on úre geþeóde blótmónaþ, forðon úre yldran, ðá hý hǽðene wǽron, on ðam mónþe hý bleóton á, ðæt is, ðæt hý betǽhton and benémdon hyra deófolgyldum ða neát ða ðe hý woldon syllan.
Oversat af Joseph Bosworth til engelsk: This month is called Novembris in Latin, and in our language the month of sacrifice, because our forefathers, when they were heathens, always sacrificed in this month, that is, that they took and devoted to their idols the cattle which they wished to offer.  Bosworth-Toller Anglo-Saxon Dictionary s. 113 Arkiveret 15. maj 2008 hos  Wayback Machine

## Vølseblót
En af de mest kendte beskrivelser af en blótceremoni findes i Völsa þáttr, der er en del af Olav den helliges saga. I den findes en deltaljeret beskrivelse af ritualerne i forbindelse med dyrkelsen af Völse, et balsameret hestelem som fruen på en norsk gård i sen vikingetid opfattede som en hellig genstand. Historien fortæller, at den kristne konge sammen med sine mænd overværede et hedensk frugtbarhedsritual, sandsynligvis af stor ælde. Vølse blev måske blev opfattet som en manifestation af Frej eller en anden frugtbarhedsgud.
Om aftenen blev völse taget frem af den kiste, den blev opbevaret i, af husfruen og hele husstanden samledes omkring, også trællene; som gæster måtte også kongen deltage. Hun sagde en bøn over den, og sendte den rundt til de øvrige. De hilste den alle med ordene: Þiggi mörnir þetta blæti,Völsa þáttr (mod. da.: må mørner modtage dette offer). Bl.a. Gro Steinsland har foreslået, at ordet mörnir er navnet på feminine magter fra jætteverdenen, da det i digtet Haustlöng benyttes som en kenning for en jættekvinde. Alternativt kan det være et andet navn for vølse. Steinsland foreslår derfor, at det beskrevne blót skal tolkes som et hieros gamos symboliseret af vølse, et balsameret hestelem, mellem Frej (hesten var Frejs hellige dyr) og jættekvinder.

## Helligsteder
Nogle af de ovennævnte offerfester fandt sted på særlige helligsteder. Normalt lå de i lunde med træer, hvor ofringerne kunne hænges op i, men fra islandske tekster optræder der særlige bygninger, hvor blótgilder fandt sted, de kaldes ofte et hov. Fra flere steder i Norden kendes der også stednavne, der er af ledt af denne betegnelse. Fra kilderne har vi kendskab til flere navngivne lokaliteter. Nogle af dem kan bekræftes af arkæologiske fund, fx fra Mære i Trøndelag og Gamle Uppsala, dertil udgravninger af flere helligdomme, som ikke er omtalt i nogen kilder, fx centralpladsen ved Tissø og Uppåkra i Skåne. Nyere studier har også vist, at mange af de ældste kirker i Norden blev opført på lokaliteter, hvor der hidtil havde ligget et hov. Selve ofringen skete sandsynligvis på en sten eller stendynge, der blev kaldt hørg.

## Etymologi
Betegnelsen blót er en afledning af verbet blóta,( norrønt), der er beslægtet med blŏtan (gotisk), blōtan oldengelsk og blŏzan eller pluozan (oldhøjtysk. Ordet har en klar sakral sammenhæng, og dets tidligst kendte betydning ser ud til at have været "påkalde med besværgelser". Sophus Bugge foreslog i 1879, at det er beslægtet med det latinske ord flamen (fra en ældre form *flădmen). samt brahman fra sanskrit. Begge ord skulle så igen stamme fra det proto-indoeuropæiske ord bhlād(s)men. Disse termer er igen beslægtet med det moderne engelske ord bless; udviklet fra oldengelsk blǣdsian og blēdsian (proto-germansk rod: *blōðisōjanan). Dette ord betyder noget i retning af at helliggøre, helligt pga. en offerhandling samt mærket med blod. I den kristne middelalder blev betydningen forskudt til ’at forbande’.
En anden betegnelse for ofring på norrønt er húsl, húsel, der også kendes fra oldengelsk som húsl, húsul, húsel, gotisk hunsl, proto-germansk *kwnt-(e)l-, som er beslægtet med proto-slavisk *svętъ("hellig"). Lige efter religionsskiftet blev denne norrøne term også brugt om nadveren.[kilde mangler]

## Moderne kulturel indflydelse
I lighed med mange andre elementer af den før-kristne religion har rester af blótritualerne overleveret i Norden.

### Nordisk jul
Julen er en af de højtider, hvor mange elementer af ældre hedenske ritualer er overleveret. Et eksempel er risengrøden, hvoraf en enkelt portion gives til nissen på loftet eller lignende. Nissen blev indtil for nylig mange steder opfattet som husstandens beskytter, og det var en udbredt forestilling, at det var nødvendigt at ofre til denne beskytter for at undgå katastrofer. I dag udføres dette ritual oftest uden nogen religiøse bevæggrunde.[kilde mangler]

### Neopaganisme
Ordet bruges i dag i den moderne den rekonstruerede før-kristne nordiske religion, ofte kaldet asetro. I Danmark bruger mange af tilhængerne ordet som betegnelse for det vigtigste ritual, der fungerer som en hyldest til magterne. Det mest almindelige blot foregår fire gange om året ved de fire solhøjtider sommersolhverv, efterårsjævndøgn, vintersolhverv og forårsjævndøgn. Blotet trækker på inspiration fra de overleverede tekster; men er i høj grad et moderne konstrueret ritual. Højtiden består dels af en offerceremoni, dels af et blotgilde (ofte bliver de afholdt i sammenhæng). Deltagerne samles normalt ved en blotplads (et vi eller et hørg), hvor blotet gennemføres i fællesskab. Oftest er blotpladsen placeret naturnært under åben himmel. Ind imellem findes der opstillede gudestatuer (træfigurer eller lignende, som repræsenterer forskellige guder). En gode eller gydje leder ofte blotet, mens deltagerne står i en ring eller halvcirkel. I blotceremonien kan der indgå flere forskellige elementer; påkaldelse af guddommelige magter, fællesdrikning og skåle, samt fælles eller individuelle ofringer af mad og drikke. Offergaverne kan blive lagt ved viet eller blive brændt. Blotgildet er et festmåltid, hvor blotdeltagerne i fællesskab spiser og drikker.[kilde mangler]
År 2000 blev der for første gang i mere end 900 år afholdt et blot i Gamle Uppsala, det blev arrangeret af Sveriges Asatrosamfund, og har siden været en årligt tilbagevendende begivenhed.[kilde mangler]

## Skriftlige kilder
Udover de allerede omtalte tekster findes der flere andre skriftlige kilder, der beretter om store blót på særlige lokaliteter. Andre kilder indeholder beretninger, der er blevet tolket som beskrivelser af blótceremonier uden det nævnes specifikt.

### Kormáks saga
I Kormáks saga er der en passage, der viser, at der også var forestillinger om, at ofringer til alferne kunne hele et alvorligt sår. Þorvarð er såret, og vølven Þorðís fortæller, at hvis han rødner en høj, hvor alferne lever, med blodet fra en okse, da vil han blive rask.

### Austrfaravísur
Sagafortællingen Austrfaravísur indeholder en episode, hvor Olav den Hellige af Norges skjald, Sigvatr Þorðarson, på en rejse kommer til en gård i Sverige sammen med sine mænd sent om aftenen. De var glade og forventede, at blive budt indenfor i henhold til de ældgamle regler om gæstfrihed, men de blev afvist i døren og nægtet både føde og logi. Husfruen sagde, at de havde alfeblót, og at fremmede derfor ikke var velkomne, især ikke hvis de var kristne.

### Ibn Fadlan
Ibn Fadlans beskrivelse af en varægers ofring kan være en øjenvidne skildring af et blót. Det at at offerkødet blev givet væk som almisser kan tolkes som et blótgilde.

### Lejre
Den tyske historiker Thietmar af Merseburg skriver at danerne havde deres vigtigste helligdom på Sjælland ved Lejre, og der samledes de hvert niende år for at bringe deres guder blodige ofre i form af 99 mennesker samt heste, hunde og haner. Der er imidlertid ikke gjort nogen arkæologiske fund, der kan støtte hans beskrivelse.

### Uppsala
Adam af Bremen har i sit værk Gesta Hammaburgensis fra 11. århundrede beskrevet det store blót i Gamle Uppsala i Svitjod (Sverige):
| Citat | Tor var den mäktigaste av dem och härskade över åska och blixt, vind och regn, solsken och gröda. Han var placerad i mitten med en spira i sin hand, och på hans sidor satt Oden, krigsguden, i full beväpning och Frej, freds- och kärleksguden, försedd med en väldig stående manslem. Alla de hedniska gudarna är tilldelade präster som frambär folkets offer. Om farsoter eller hungersnöd hotar offrar man till Tor, vid krig till Oden och vid bröllop till Frej | Citat |
|       | |       |

.
Adam fortæller, at svenskerne hvert niende år afholdt et nidagesblót, som var en fælles fest, hvor folket i hele Sveariget deltog. Han fortæller endvidere, at man der ofrede ni hanlige eksemplarer af hver dyreart, herunder også mennesker. Ligene blev hængt op i en hellig lund nær templet. Ingen måtte udeblive fra disse blót, og alle skulle sende gaver til helligdommen, både kongen og folket. De som havde antaget kristendommen måtte købe sig fri fra deltagelse, noget Adam karakterisere som værre end nogen straf.
Troværdigheden af Adam af Bremens beskrivelse har været meget omdiskuteret i forskningen. Det sidste store nidagesblót blev muligvis fejret i 1078, og det store tempel blev formentlig nedbrændt af kong Inge den Ældre i ca. 1087. Der havde gennem længere tid været nærmest borgerkrigsagtig tilstand mellem de kristne og hedningene i forbindelse med festerne hvert niende år, og dette år var det sidste hvor sådanne kampe er nævnt.[kilde mangler]
Ifølge Snorre Sturlason blev det vigtigste blót ved helligdommen I Uppsala holdt i februar; det der kaldes Dísablót. Her blev der ofret for freden og kongens sejre, men blótet kunne også fortælle, hvor stor det kommende års host ville blive. Efter blótfesten afholdt man Svealands Alting og et stort marked.

### Mære
Mære: skriftlige kilder til helligdom, fund af guldgubber understøtter dette. Indikationer af frugtbarhedskult, fx knyttet til Frej.<Holtsmark s. 35>
Snorre Sturlason fortæller om et møde mellem den kristne norske konge Håkon den Gode af Norge og de hedenske bønder i Trøndelagen, der endte i en religiøs fejde. Som konge måtte Håkon deltage i et blótgilde, der blev gennemført efter hedenske traditioner:
De var gamal skikk, naar de skulde vera blot, at alle bøndane skulde koma der som hove var, og hava med seg dit alt de som dei skulde hava medan gjeste-bode stod paa. Ved dette gjestebode skulde kvar mann hava sitt eigi øl med seg, og de vart slagta allslags fe og hestar; og alt blode, som kom av deim, kalla dei laut, og lautbollar de som blode stod i, og lautteinar kalla dei noko som saag ut liksom ein visp. Med den skulde dei farga alle stallane og likeins veggine paa hove utvendes og innvendes, og skvetta paa folke; men slagte skulde dei koka til mat for aalmugen. De skulde vera eld midt paa golve i hove, og kjetlar yvi, og dei fulle skaaline skulde dei bera um elden. Men den som gjorde gjestebode og var hovding, skulde signa skaali og all blotmaten. Fyrst skulde dei drikka skaali hans Odin til siger og magt aat kongen sin, og so skaali hans Njord og skaali lians Frøy for godt aar og fred. Etter dette var de mange som hadde for skikk aa drikka Brage-skaali. Die drakk skaalir for frendane sine med, dei som gjæve hadde vori, og de kalla dei minneskaalir.
Som konge blev det forventet at Håkon deltog i festen selvom han var kristen. Derfor måtte kan også drikke af den mjød der var viet til guderne Odin, Njord og Frejl ,ligesom han skulle spise af offerkødet. Det var ved at udvikle sig til tumult, da han nægtede, men kongen måtte bøje sig for presset til i det mindset at gabe over karet med kødet i. beretningen er blevet tolket som vidnesbyrd om kongens rolle som øverste religiøse autoritet i den nordiske kultur; hvis kongen ikke deltog, så blev ritualet ikke udført korrekt, og magterne ville ikke modtage ofret.[kilde mangler]

### Gotland
I Gutasaga beskrives et blót, der fandt sted på Gotland:
| Firi þan tima oc lengi eptir siþan. Troþu menn a hult. oc a hauga. wi. oc. stafgarþa. oc a haiþin guþ. blotaþu þair synnum oc dydrum sinum Oc fileþi. miþ matj oc mundgati. þet gierþu þair eptir wantro sinnj. land alt. hafþi sir hoystu blotan miþ fulki. ellar hafþi huer þriþiungr. sir. En smeri þing hafþu mindri blotan meþ fileþi. matj. Oc mungati. sum haita suþnautar. þi et þair suþu allir saman. | Før denne tid og derefter, troede mennesker på lundes, højes, viers og omgærdede steders kraft og på hedenske guder. De blótede deres sønner, deres døtre og kvæg med mad og drikke. Dette gjorde de pga. deres vantro. Det største blót var for hele landet med menneskeofringer. Ellers havde hvert triting deres eget, mens mindre ting havde et mindre blót med kvæg, mad og drikke. De hed madbrødre, da de lavede deres mad sammen. |  |

### Trollkyrka
I Tiveden, Sverige, tyder lokale traditioner på, at der måske indtil 19. århundrede blev blótet på et sted, der kaldes Trollkyrka. Et digt, som blev dokumenteret i 19. århundrede, viser at der i lokalbefolkningen på dette sted var overleveret viden om hvordan sådanne ritualer blev udført.
Linje 12-18 i digtet lyder:
| Elden den "köllas" av nio slags ved,        | Ilden den tændes af ni slags træ,             |
| det är gammal sed.                          | det er gammel skik.                           |
| Offer till andarna skänkes,                 | Offer til ånderne skænkes,                    |
| med blodet sig alla bestänkes.              | med blodét alle sig bestænkes.                |
| Det bästa till andar föräras,               | Det bedste til ånder foræres,                 |
| det som blir över skall av männen förtäras. | det som bliver til overs af mændene fortæres. |

Denne beskrivelse indeholder mange paralleller til flere af de ældre beskrivelser af blót, hvilket tyder på, at ritualet i én eller anden form overleverede i denne tyndt befolkede egn i Sverige.

## Eksterne link
- Soga um Haakon den gode
- Om kong Torre og torreblot før og nå
- Völsa þáttr
- Ingen vet hva jul betyr
- Blot og offerfester
- Knowst How to Blot Arkiveret 9. juli 2007 hos  Wayback Machine
- Definition of Blót – Zöega dict. Arkiveret 7. februar 2005 hos  Wayback Machine
- Blót explained according to Heithni Arkiveret 7. februar 2005 hos  Wayback Machine